# Province de Kii
Pour les articles homonymes, voir Kii.
« Kishu » redirige ici. Pour l’article homophone, voir Kishu (chien).
Kii (紀伊国, -no kuni) ou Kishu (紀州, Kishū) était une province japonaise située au sud de l'actuelle préfecture de Mie dont la capitale était Wakayama. Kii était entourée des provinces d'Ise, de Kawachi, de Shima et de Yamato. La péninsule de Kii tire son nom de cette province.
Pendant la période Sengoku, la province était dirigée par le clan Hatakeyama, cependant, celui-ci perdit le contrôle de la province vers 1575 au profit du clan Suzuki.
Pendant la période Edo, la branche Kii du clan Tokugawa possédait le château de Wakayama.